# Гай Валерий Флакк (претор)
Гай Валерий Флакк (лат. Gaius Valerius Flaccus; умер между 178 и 174 годами до н. э.) — римский политический деятель из патрицианского рода Валериев, фламин Юпитера, претор 183 года до н. э.

## Биография
Гай Валерий принадлежал к одному из самых знатных патрицианских родов Рима, представители которого регулярно появлялись в Капитолийских фастах. Носители когномена Флакк (Flaccus) были с середины III века до н. э. наиболее могущественной ветвью Валериев (наряду с Мессалами). Первым Валерием Флакком из тех, кто упоминается в источниках, был Луций, консул 261 года до н. э., воевавший в Сицилии во время Первой Пунической войны. Его сын Публий был консулом в 227 году до н. э. и считался «одним из самых знатных и могущественных среди римлян». У Публия Валерия было предположительно трое сыновей. Старший из них, тоже Публий, был префектом флота в 215 году до н. э. и умер молодым. Средний, Луций, был консулом в 195 году до н. э. и цензором в 184 году до н. э., причём его другом и коллегой был Марк Порций Катон. Наконец, младшим из сыновей Публия-консула был Гай.
Дата рождения Гая Валерия неизвестна. Появление на свет его старшего брата Луция исследователи датируют приблизительно 240 годом до н. э., а Гай, судя по источникам, был ещё несовершеннолетним в 209 году до н. э. Именно тогда верховный понтифик Публий Лициний Красс Див назначил его фламином Юпитера, причём сделал это вопреки его воле. Тит Ливий и Валерий Максим пишут, что Красс хотел таким образом исправить юного аристократа. Тот вёл разгульную и беспутную жизнь, но, став фламином, полностью изменился: погрузился в жреческие обязанности и заслужил всеобщее уважение. Исследователи относятся к этому рассказу скептически. Предположительно плебей Красс стремился создать преграду для карьеры честолюбивого патриция Флакка: фламины не могли покидать Рим больше, чем на одну ночь, ездить верхом, прикасаться к оружию и делать многие другие вещи, необходимые для политика и военного; таким образом, Гай Валерий после своего назначения уже не мог служить в армии и управлять провинциями. Ему оставалось делать карьеру, используя свой жреческий статус.
Фламины имели право заседать в сенате, но долгое время этим правом не пользовались. Гай Валерий занял своё место в курии в 208 году до н. э. Согласно Ливию, претор Публий Лициний (это мог быть Красс Див или его кузен Вар) заявил протест, но был вынужден отступить из-за вмешательства народных трибунов.
В 199 году до н. э. Флакк занимал должность курульного эдила. Поскольку фламинам запрещалось приносить клятвы, за него это сделал при принятии полномочий его брат Луций. Совместно с коллегой Гаем Корнелием Цетегом Гай Валерий организовал «с великой роскошью» Римские игры. В дальнейшей карьере он наткнулся на серьёзные трудности: Рим в то время постоянно вёл войны, так что главной задачей высших магистратов было возглавлять армии в разных частях Средиземноморья, а для Флакка это было невозможно. Только в 184 году до н. э., когда его брат Луций был цензором, Гай выдвинул свою кандидатуру на пост городского претора, освободившийся раньше срока из-за смерти Гая Децимия Флава. Развернулась борьба между четырьмя соискателями: Гаем Валерием, Квинтом Фульвием Флакком, Гнеем Сицинием и Луцием Пупием. В конце концов сенат постановил, что выборов претора-суффекта не будет.
В том же году Гай Валерий принял участие в очередных выборах магистратов и был избран претором на следующий год (183 до н. э.). В соответствии с достигнутыми заранее договорённостями он получил пост претора по делам иностранцев (praetor peregrinus), позволявший не покидать Рим. Известно, что в отсутствие консулов Флакк ввёл в сенат галльское посольство.
Дата смерти Гая Валерия неизвестна. В 174 году до н. э. фламином Юпитера был уже другой человек, так что Флакк умер до этой даты и после 178 года до н. э., начиная с которого в повествовании Тита Ливия появляются лакуны.
Сыном Гая Валерия мог быть монетарий того же имени, выполнявший свои обязанности, по одной из версий, около 150 года до н. э.